# St. Georges Golf & Country Club
De St. Georges Golf & Country Club is een golfclub en een countryclub in Canada. De club werd opgericht in 1929 en bevindt zich in Toronto, Ontario. De club beschikt over een 18-holes golfbaan met een par van 71 en werd ontworpen door de golfbaanarchitect Stanley Thompson.
Naast een golfbaan, beschikt de club ook over een curlingbaan, een restaurant en een feestzaal.

## Golftoernooien
Voor het golftoernooi voor de heren is de lengte van de baan voor de heren 6522 m met een par van 71. De course rating is 73,7 en de slope rating is 133.
- Canadees Open: 1933, 1949, 1960, 1968, 2010 en 2022